# Carsten Embach
Carsten Embach   (Stralsund, 12 d'octubre de 1968) és un pilot de bob alemany, ja retirat, que va competir durant les dècades de 1990 i 2000.
El 1994 va prendre part en els Jocs Olímpics d'Hivern de Lillehammer, on guanyà la medalla de bronze en la prova de bobs a quatre del programa de bobsleigh. Formà equip amb Wolfgang Hoppe, Ulf Hielscher i René Hannemann. Vuit anys més tard, als Jocs de Salt Lake City, guanyà la medalla d'or en la mateixa prova. En aquesta ocasió formà equip amb André Lange, Enrico Kühn i Kevin Kuske.
En el seu palmarès també destaquen sis medalles, quatre d'or, una de plata i una de bronze, al Campionat del món de bob entre les edicions de 1995 i 2003. Al Campionat d'Europa de bob guanyà sis medalles, dues d'or, dues de plata i dues de bronze.